# 태상 (관직)
태상(太常)은 중국의 관직명이다.

## 전한의 태상
구경의 하나이다. 진나라의 중앙관이었던 봉상(奉常)을 기원으로 한다. 종묘와 예악을 관할하고 승(丞)을 배치했다. 전한 또한 이를 계승했으며 경제 시대에 태상으로 개칭했다. 속관에는 이하의 것들이 있으며 각각의 능읍도 태상에 직속했다가 원제 영광 원년 (기원전 43년)에 삼보에 귀속되었다.
- 태악령(太樂令) - 태악승(太樂丞)
- 태축령(太祝令) - 태축승(太祝丞): 태상이 개칭되었을 때 태축(太祝)은 사사(祠祀)로 개칭되었다. 한무제 태초 원년(기원전 104년)에 묘사(廟祀)로 개칭되었다. 후한에서 사사(祠祀)는 소부로 이동
- 태재령(太宰令) - 태재승(太宰丞)
- 태사령(太史令) - 태사승(太史丞)
- 태복령(太卜令) - 태복승(太卜丞): 태초 원년에 설치되었으나 이후 태사(太史)에 통합되었다.
- 태의령(太醫令) - 태의승(太醫丞): 후한에서는 소부로 이동
- 균관장(均官長) - 균관승(均官丞): 후한에서는 소부로 이동
- 도수장(都水長) - 도수승(都水丞): 후한에서는 소부로 이동
- 묘령(廟令) - 묘장(廟長) - 묘승(廟丞)
- 능원령(陵園令) - 능원장(陵園長) - 능원승(陵園丞)
- 식관령(食官令) - 식관장(食官長) - 식관승(食官丞)
- 옹태재령(廱太宰令), 옹태축령(廱太祝令) - 옹태재승(廱太宰丞), 옹태축승(廱太祝丞): 옹(廱)은 천자가 연회를 베푸는 곳이다. 후한에서는 우부풍으로 통합
- 오치위(五畤尉): 오제(황제, 소호, 전욱, 요, 순)에게 제사지내는 장소. 옹(廱)에 위치한다. 후한에서는 폐지
- 박사(博士): 진 이래의 관명으로 고금에 통달한 사람을 가리킨다. 질록은 육백석이며 많게는 수십 명이 배치되었다. 한무제 건원 5년(기원전 136년)에 오경박사(五經博士)가 설치되었고, 선제 황룡 원년(기원전 49년)에는 12명까지 증원되었다.

신나라의 왕망은 태상을 질종(秩宗)으로 개칭했다.

## 후한의 태상
후한에서는 태상으로 되돌렸다. 정원은 경(卿) 1명, 승(丞) 1명이며, 질록은 경이 중이천석(中二千石), 승이 비천석(比千石)이다. 태상은 예의와 제사를 관장하며, 제사 때마다 의례의 내용을 상주한다. 행사를 거행할 때는 천자를 돕는다. 승은 예식과 제사의 사소한 제반 사무를 담당한다. 속관은 아래와 같다. (괄호 안은 질록이다. 사람의 수가 써지지 않은 것은 정원이 없다.)
- 太史令 1명 (600석) - 太史丞 1명 - 明堂丞 (200석), 霊台丞 (200석) 各1人
- 博士祭酒1人 (600석) - 博士14人 (500~600석)
- 太祝令1人 (600석) - 太祝丞1人
- 太宰令1人 (600석) - 太宰丞1人
- 大楽令1人 (600석) - 大楽丞1人
- 高廟令1人 (600석)
- 世祖廟令1人 (600석)
- 陵園令(황제의 능의 갯수와 동일)(600석) - 丞、校長(능원령陵園令의 사람 수와 동일)
- 陵食官令(황제의 능의 갯수와 동일)(600석)

삼국시대의 각국과 서진에서도 이를 계승하여 태상을 설치했다.

## 참고 문헌
- 범엽, 《후한서》 백관지(百官志)

## 같이 보기
- 태상시